# Laurent Munier
Laurent Farci Munier (* 30. September 1966 in Lyon) ist ein ehemaliger französischer Handballspieler und seit 2002 Generaldirektor des französischen Vereins Chambéry Savoie HB.

## Karriere

### Verein

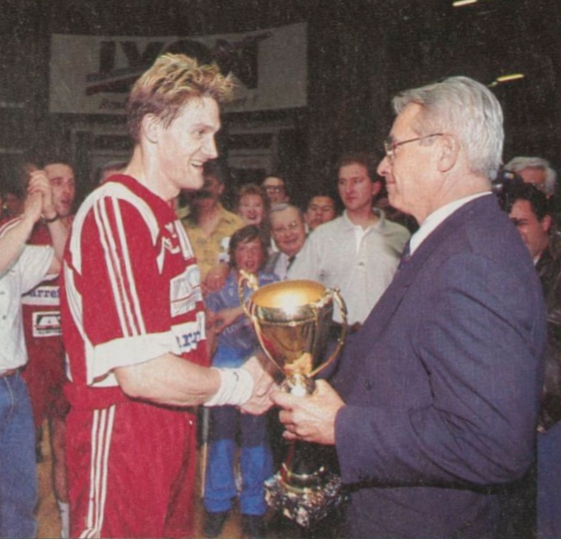
Laurent Munier bei der Pokalübergabe im Jahr 1992.

Laurent Munier lernte das Handballspielen in seiner Heimatstadt Lyon beim Villeurbanne HBC. 1985 wechselte er zum Zweitligisten HBC Villefranche, mit dem er 1986 in die erste französische Liga aufstieg. Nach dem sofortigen Wiederabstieg 1987 unterschrieb er beim Erstligisten Vénissieux HB, mit dem der 1,90 m große Rückraumspieler 1992 die Meisterschaft sowie 1991 und 1992 die Coupe de France gewann. 1993 nahm ihn OM Vitrolles unter Vertrag. Mit der Mannschaft aus Marseille wurde er 1994 und 1996 Meister sowie 1995 Pokalsieger. Im Europapokal der Pokalsieger 1993/94 unterlag er mit Vitrolles erst in den Finalspielen dem FC Barcelona. Nachdem Vitrolles 1996 in finanzielle Schwierigkeiten geraten war und sich aus der ersten Liga zurückgezogen hatte, spielte Munier in der Saison 1996/97 für Istres Sport. Mit Istres musste er am Saisonende absteigen. Anschließend war er zunächst vereinslos, bis ihn der deutsche Bundesligist VfL Gummersbach im Dezember 1997 bis zum Saisonende 1997/98 verpflichtete. In der Saison 1998/99 lief der Rechtshänder für den deutschen Zweitligisten SG PSV Solingen auf. Von 1999 bis 2003 spielte er wieder in Frankreich für SO Chambéry, mit dem er 2001 die Meisterschaft und 2002 den Ligapokal gewann.
Seit dem Ende seiner Spielerlaufbahn arbeitet Munier dort als Generaldirektor. Seit dem April 2025 ist er Präsident von Chambéry Savoie Mont Blanc Handball.

### Nationalmannschaft
In der französischen A-Nationalmannschaft debütierte Munier 1987. Mit den „Barjots“ gewann er die Bronzemedaille bei den Olympischen Spielen 1992 in Barcelona, die Silbermedaille bei der Weltmeisterschaft 1993, die Silbermedaille bei den Mittelmeerspielen 1993 und die Goldmedaille bei der Weltmeisterschaft 1995. Zudem erreichte er mit Frankreich den 6. Platz bei der Europameisterschaft 1994. Insgesamt bestritt er 154 Länderspiele, in denen er 305 Tore erzielte.